# Stazione di Lagonegro (FCL)
La stazione di Lagonegro, gestita dalle Ferrovie Calabro Lucane, aperta nel 1929 e chiusa all'esercizio ferroviario nel 1952 serviva, al pari dell'omonimo impianto statale, la città di Lagonegro.
Dal punto di vista geografico-ferroviario l'impianto di Lagonegro FCL si trovava compenetrato e a nord rispetto a quello delle  Ferrovie dello Stato, occupando la parte nord di un vasto piazzale ferroviario ottenuto grazie ad un grande sbancamento verso monte e ad un colossale muro di contenimento del terrapieno verso valle. In due impianti si trovavano quindi di fatto allineati con andamento est-ovest, il piazzale statale era a sud, mentre quello FCL era a nord. I due fabbricati viaggiatori erano praticamente affiancati tra loro, quello FS più voluminoso si trovava a est di quello FCL. Le due stazioni erano servite dalla medesima strada carraia di accesso che scavalcava l'area del piazzale FCL dividendolo di fatto in due parti, una dedita al servizio viaggiatori, l'altra dedicata al servizio merci e ricovero materiale.
Per le caratteristiche appena descritte, la complessa area ferroviaria delle stazioni di Lagonegro è da sempre molto famosa nell'ambito dei cultori del modellismo ferroviario in quanto rappresenta un esempio reale di una situazione tipicamente "da plastico".

## Storia
Inaugurata il 30 ottobre 1929, la stazione di Lagonegro era il capolinea della ferrovia a scartamento ridotto per Spezzano Albanese. Originariamente il progetto prevedeva che da questo punto, tramite l'interposizione di una terza rotaia per lo scartamento ridotto, la ferrovia si fosse innestata sulla ferrovia per Sicignano fino alla stazione di Atena dove si sarebbe unita alla ferrovia per Marsico Nuovo delle FCL già in esercizio al fine di riunire la quest'ultima linea delle FCL alla restante parte della rete, ma tale progetto non venne mai completato.
Con un traffico passeggeri sempre mediocre, la lontananza dalla città e l'incapacità di sfruttamento dell'interscambio con la vicina ferrovia FS, la stazione venne chiusa nel 1952 a seguito di un movimento franoso che aveva interrotto il maestoso ponte in cemento armato posto proprio all'uscita della stessa in direzione di Spezzano. La linea fu chiusa tra Lagonegro e Rivello, mentre va ricordato che l'esercizio sulla tratta rimasta in servizio venne interrotto nel 1978.

## Strutture e impianti
La stazione di Lagonegro dispone oggi di un fabbricato viaggiatori ancora visibile, anche se inagibile e quindi completamente chiuso: si nota ancora la pensilina in ferro che dava sui binari.
I binari per il servizio passeggeri erano tre che da un lato si riunivano in un unico binario per proseguire verso Spezzano Albanese, dall'altro invece terminavano nello scalo merci e nella rimessa locomotive: sia il fabbricato merci che la rimessa sono ancora oggi visibili, mentre i binari sono stati asportati ed al suo posto sorge il capolinea degli autobus sostitutivi.

## Movimento
Il traffico passeggeri e quello merci è stato sempre modesto: dalla stazione partivano esclusivamente treni per Spezzano Albanese.

## Interscambi
La stazione dispone di:
- Capolinea autolinee